# Матвіївська сільська територіальна громада
Матвіївська сільська територіальна громада — територіальна громада в Україні, у Запорізькому районі Запорізької області з адміністративним центром у селі Матвіївка.

## Загальна інформація
Площа території — 153,6 км², кількість населення — 6 872 особи (2020).

## Населені пункти
До складу громади входять 2 селища (Гасанівка та Кам'яне) та 10 сіл: Бекарівка, Дружелюбівка, Купріянівка, Мала Купріянівка, Матвіївка, Новоіванівське, Новософіївка, Троянди, Українка та Яковлеве.

## Історія
Утворена у 2020 році, відповідно до розпорядження Кабінету Міністрів України № 713-р від 12 червня 2020 року «Про визначення адміністративних центрів та затвердження територій територіальних громад Запорізької області», шляхом об'єднання територій та населених пунктів Кам'яної селищної ради, Дружелюбівської, Купріянівської та Матвіївської сільських рад Вільнянського району Запорізької області.